# Red Hill (Canberra)
 (septembre 2023).
Si vous disposez d'ouvrages ou d'articles de référence ou si vous connaissez des sites web de qualité traitant du thème abordé ici, merci de compléter l'article en donnant les références utiles à sa vérifiabilité et en les liant à la section « Notes et références ».
Pour l’article homonyme, voir Red Hill (film).
Red Hill  (code postal : ACT 2603) est un quartier de l'arrondissement de Canberra Sud, la capitale fédérale de l'Australie. Red Hill doit son nom à la colline la plus au nord de la chaine longeant l'ouest du quartier, qui fait partie du parc naturel de Canberra (en). 

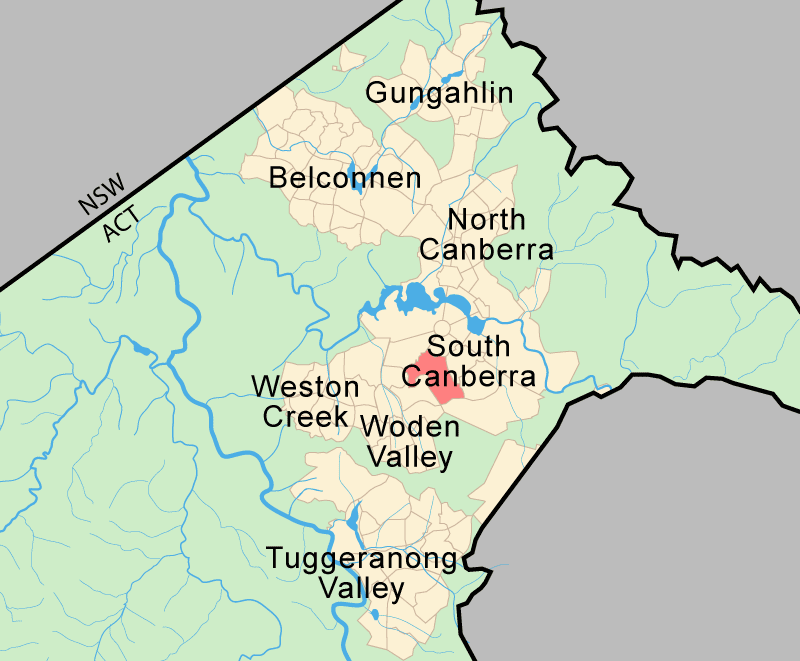
Red Hill (en rose) sur la carte de Canberra.
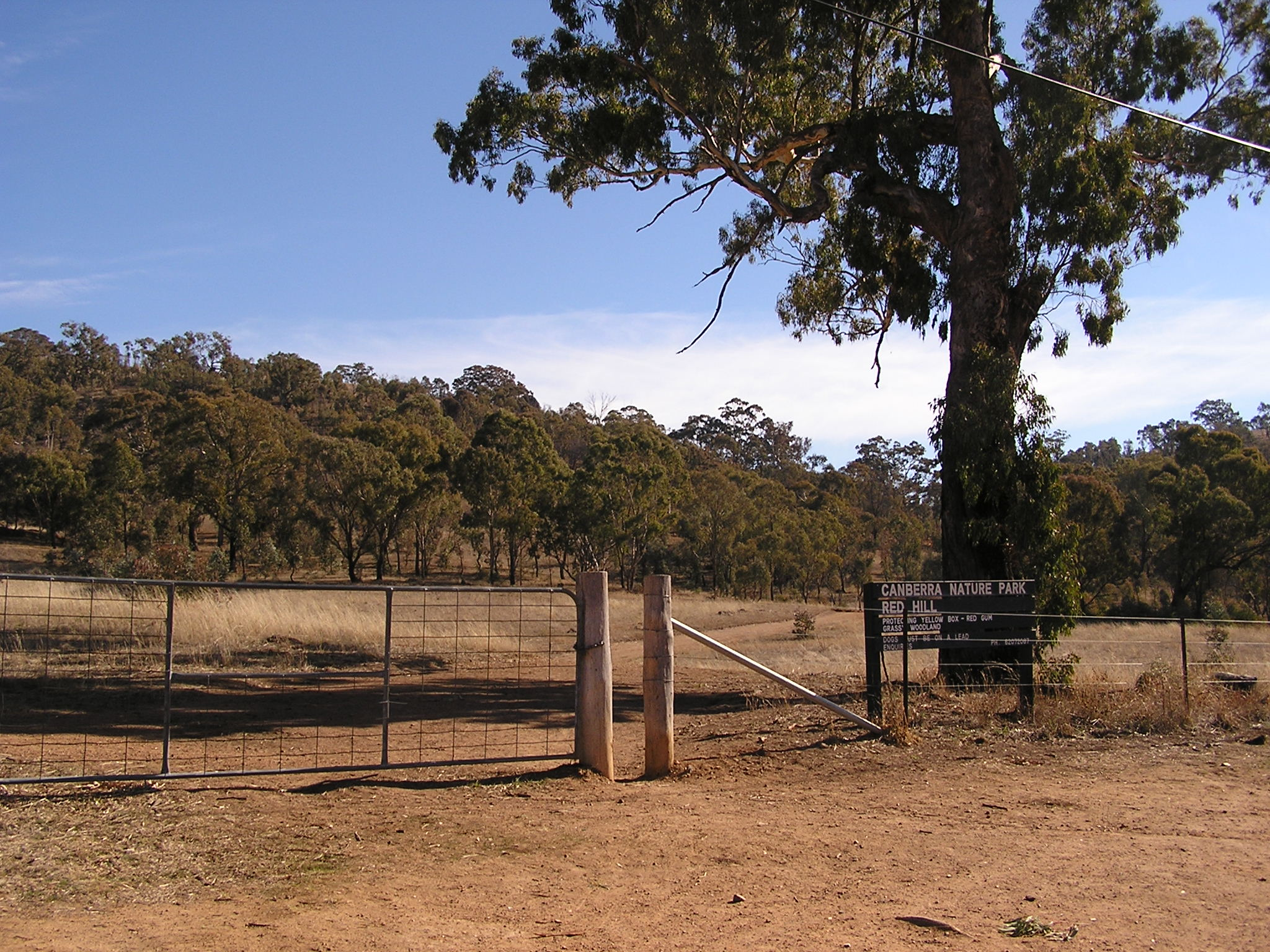
Entrée du parc naturel de Canberra (en) à Red Hill.